# Poitzendorf
Poitzendorf ist ein Ortsteil der Gemeinde Elsdorf im niedersächsischen Landkreis Rotenburg (Wümme).
Der Ort liegt an der Kreisstraße K 126 nördlich des Kernortes Elsdorf. Südöstlich verläuft die A 1.